# کای تیلور
کای تیلور (انگلیسی: Kai Taylor؛ زادهٔ ۱۸ اوت ۲۰۰۳) شناگر اهل استرالیا است.
وی در مسابقات کشوری و بین‌المللی در مجموع برندهٔ ۱ مدال طلا، ۲ مدال نقره، ۳ مدال برنز شده است.